# Biblia de Lutero
La Biblia de Lutero (abreviatura BL) es una traducción del Antiguo Testamento desde las lenguas hebrea y aramea antiguas, y del Nuevo Testamento desde la koiné o griego helenístico al dialecto bajo alemán y moderno. Esta traducción de la Biblia fue hecha por el exmonje agustino Martín Lutero en colaboración con otros teólogos para servir de fundamento a su interpretación del protestantismo o Reforma protestante, considerada herética por la Iglesia católica de Roma. En septiembre de 1522 se terminó una primera edición del Nuevo Testamento; a partir de 1534 ya se disponía de una Biblia completa traducida al bajo alemán que Lutero siguió corrigiendo y mejorando a lo largo de su vida. De 1545 datan sus últimas correcciones.
La Biblia del siglo XVI en versión de Lutero fue impresa en muy diversas y numerosas ediciones. Su importancia fue además de cultural y religiosa, lingüística: fijó un patrón homogéneo o norma lingüística para el alemán literario y culto. Hay ediciones espléndidas con xilografías (grabados en madera) impresos, o ilustraciones a mano. Constituye un libro central para el protestantismo germánico, que ha evolucionado desde la Biblia en alemán de Lutero hasta nuestros días, con el pietismo y la ciencia bíblica moderna aportando cambios y preservando sus preocupaciones. La Iglesia Evangélica Alemana (EKD, por sus siglas en alemán) recomienda la Biblia revisada de 2017 para su liturgia. Por otra parte, la Biblia de 1984 es la versión que emplea la Iglesia Evangélica Luterana Independiente (SELK) y la Iglesia Nueva Apostólica (INA). El "Lutherhaus Eisenach" es una exposición permanente de ediciones de la Biblia, en especial de las distintas versiones de Lutero.

## Traducción del Nuevo Testamento
El elector de Sajonia Federico III el Sabio hizo que secuestraran a su protegido Lutero en el camino de regreso de Worms y lo llevasen al castillo de Wartburg para evitar su detención por orden del edicto de Worms. Lutero aprovechó este cómodo y prudente aislamiento en el invierno de 1521 a 1522 para traducir el Nuevo Testamento griego al alemán en solo once semanas.
Identificado bajo el pseudónimo de caballero Jorge / Junker Jörg, Martin Lutero comenzó a traducir el Nuevo Testamento del griego en Wartburg. Ya Philipp Melanchthon lo había incitado a emprender este trabajo, probablemente en diciembre de 1521. Pero no era el único, aunque quizá sí el más ambicioso: desde que Erasmo imprimió su edición del Nuevo Testamento griego, los humanistas habían intentado traducir partes aisladas al alemán. Johann Lange, compañero de Lutero y antiguo maestro de griego en Erfurt, hizo imprimir un Evangelio de Mateo en alemán un año antes que el NT de su amigo. Lutero buscó una traducción más amplia, más comunicativa y más asequible. Se fundó en la segunda edición del NT de Erasmo de Róterdam (de 1519), con las anotaciones del humanista y su lateral versión latina, que le ayudaron mucho, ya que no era tan buen helenista como Erasmo o Melanchthon, y en una Vulgata. También hizo una extensa pesquisa entre sus amigos para encontrar las palabras alemanas más ajustadas al texto griego, en lo que fue tan lejos que incluso estudió los dialectos populares y el vocabulario cotidiano para ofrecer un texto más comprensible, sencillo y directo. Después comenzó, aunque no concluyó, la traducción del Antiguo Testamento.
Esta traducción del Nuevo Testamento y las traducciones parciales del Antiguo Testamento se imprimieron y aparecieron en septiembre de 1522 (seis meses después de que Lutero regresara a Wittenberg) y a principios de 1523, respectivamente. ¡En 1525, estas obras ya habían tenido 22 ediciones y 110 reediciones! Se estima que a esta fecha, ya uno de cada tres alemanes capaces de leer poseía una Biblia de Lutero.
Lutero tenía la Vulgata a mano en Wartburg, o estaba tan presente para él de memoria que ya no necesitaba el libro. Nikolaus Gerbel de Estrasburgo le había dado una copia de su NT griego (hecho después después del de Erasmo, pero sin notas ni apéndices). 
Lutero traduce de diferentes formas, aunque no se puede aclarar por qué opta por una de las siguientes opciones:
- Sigue la Vulgata y traduce el texto griego como lo hace.

- Sigue la Vulgata contra el texto griego.

- Sigue la Vulgata a pesar de la corrección de Erasmo.

- Sigue la traducción de Erasmo contra la Vulgata. Este es el caso normal en el que se desvía de la Vulgata.

- Sigue los comentarios de Erasmo contra la Vulgata, incluso cuando Erasmo no los implementó en su traducción.

- Combina varias sugerencias para su propio diseño.

Él mismo traduce (incorrectamente) del griego contra Erasmo y contra la Vulgata. El trabajo independiente sobre el texto griego era el ideal de Lutero, que aún no podía implementar en las condiciones de trabajo en Wartburg y sin el consejo de los expertos.
Traduce libremente según el significado, inspirado en los comentarios de Erasmo. Según la traducción de la Biblia, el salón de Lutero en Wartburg era el lugar “donde Lutero arrojó las muletas seguras de sus manos e hizo las suyas propias, aunque se vio intentando pasos incómodos".
En 1995 se creyó que una Biblia latina descubierta en la Biblioteca Estatal de Württemberg fue usada por Lutero. Este libro, impreso en Lyon en 1519, está lleno de anotaciones de una persona que se ocupó del trabajo de traducción de Lutero y cuenta con una letra similar a la suya, pero (según la investigación actual) no es del propio Lutero.
Es solo parte de la verdad que durante estas semanas Lutero, fiel al lema humanista sicut cervos ad fontes / "como el ciervo va a las fuentes", se apartó de la Vulgata y se volvió hacia el texto griego original. Por otro lado, tomó todos los ejemplos de la Biblia latina en su carta de interpretación de 1530. "Al hacerlo, incurre en traducciones incorrectas, que solo se pueden explicar si se asume que Lutero confió en el texto latino sin prestar atención al griego". Por lo tanto, la influencia de la Vulgata en la Biblia de Lutero es fuerte y ha conservado el legado de la tradición latina medieval en el área germánica hasta el día de hoy.
En ambos casos, solo la revisión de 2017 corrigió la traducción de Lutero, cada uno con la nota "Lutero tradujo del texto latino"
- Filipenses: 4,7: καὶ ἡ εἰρήνη τοῦ θεοῦ ἡ ὑπερέχουσα πάντα νοῦν φρουρήσει τὰς καρδίας ὑμῶν καὶ τὰ νοήματα ὑμῶν ἐν Χριστῷ Ἰησοῦ.

- Vulgata: et pax Dei, quæ exuperat omnem sensum, custodiat corda vestra, et intelligentias vestras in Christo Jesu.

- BL 1545: Vnd der friede Gottes / welcher höher ist / denn alle vernunfft / beware ewre hertzen vnd sinne in Christo Jhesu.

- BL 2017: Und der Friede Gottes, der höher ist als alle Vernunft, wird eure Herzen und Sinne in Christus Jesus bewahren.

## Traducción del Antiguo Testamento
Lutero se había estado enseñando hebreo a sí mismo desde alrededor de 1507, esencialmente como persona autodidacta, sin maestros. Esta lengua todavía era una novedad en las universidades y, comparado con ellas, las habilidades lingüísticas de Lutero eran buenas, pero inferiores a las que tenía como helenista y no bastaban para leer obras en hebreo sin ayuda. Se apoyaba en los libros de texto y las gramáticas de Johannes Reuchlin y Wolfgang Capitos, y también conocía la gramática de Moses Kimchi. Incluso había comprado para sí dos ediciones del texto original del AT: una pequeña Biblia Soncino (véase más abajo) y una gran Biblia hebrea (perdida), así como un Salterio hebreo que Johann Lange le había dado. Así pues, la traducción del Antiguo Testamento fue un esfuerzo conjunto en equipo con Philipp Melanchton y muchos otros eruditos como Johannes Bugenhagen (apodado Doctor Pomeranus), Justus Jonas, Caspar Cruciger, Matthäus Aurogallus y Georg Rörer.
Lutero había adquirido antes de 1519 una copia del Tanaj que contenía anotaciones de dos propietarios judíos anteriores. Leyó especialmente los libros de la Torá, y especialmente el primer libro de Moisés. La mayoría de las entradas escritas a mano por Lutero están en latín y algunas en alemán; se ocupan de problemas de traducción. Sin embargo, es difícil ver “un reflejo directo del trabajo de traducción” en las notas de Lutero: probablemente siempre tuvo el volumen a mano, pero sus entradas parecen espontáneas y aleatorias.
Sin embargo también hay ejemplos donde el rastro de su traducción se puede rastrear desde las notas en su edición del Tanaj hasta las ediciones impresas e incluso hasta la BL de 2017:
- Isaías 7,9bאם לא תאמינו כי לא תאמנו׃
  - Nota de Lutero (p. 305v más abajo): Gleubt yhr nicht, so bleibt yhr nicht. Allusio gleubt – bleibt.

Así que imitó un juego de palabras del texto hebreo (taaminu / teamenu) en alemán. Había rechazado esta idea de traducción antes de que se imprimiera la Biblia completa de 1534, y optó por una traducción interpretativa gratuita.
- BL 1534: Gleubt jr nicht so werdet ihr feilen. Randglosse dazu: Das ist Was jr sonst furnemet das soll feilen / vnd nicht bestehen noch glück haben.

La traducción con rima interna volvió a la última versión de la Biblia de Lutero y continúa hasta el día de hoy.
- BL 2017: Glaubt ihr nicht, so bleibt ihr nicht.

Worms contaba con una aljama judía importante desde la Edad Media. Los traductores de Worms Prophets / Profetas de Worms (Ludwig Hätzer y Hans Denck) buscaron el consejo de hebraístas judíos sobre lo que Lutero pensaba que había sido mal traducido.
Pero este vivía lejos de los últimos centros de estudio judío y, a diferencia de otros humanistas, nunca trató de conocer personalmente a los eruditos hebreos. Su aprecio de la lengua hebrea iba de la mano de una desconfianza fundamental hacia los rabinos, porque estos no reconocían la dimensión cristiana del Antiguo Testamento.
El reformador explicó sus decisiones de traducción en los Resúmenes de los Salmos y motivos de su interpretación (1533): en general, quería una traducción fluida "en el mejor alemán", pero allí donde la redacción hebrea parecía ofrecer un significado más profundo, tradujo literalmente. Y esto es más problemático de lo que parece. Porque la fe cristiana de Lutero fue su "varita mágica" (Franz Rosenzweig) para determinar que el Antiguo Testamento era la palabra viva de Dios "allí, y sólo allí, pero no tenía que ser tomada literalmente, por lo que también se traduce al pie de la letra". De esta manera, la interpretación cristiana de Lutero impregna todo el Antiguo Testamento.
El Antiguo Testamento de la Biblia de Lutero fue un trabajo colectivo. Lutero comenzó a traducir el Pentateuco con un equipo de expertos hasta 1522. La contribución del hebraísta de Wittenberg Matthäus Aurogallus fue importante. Johannes Mathesius afirmó que Lutero tenía claros los pasajes que le convenía interpretar, por ejemplo Levítico III, 6-11, para traducirlo correctamente. Ya en octubre de 1524 estaban publicados el Pentateuco, los Libros históricos y los Poéticos (es decir, el primer volumen completo de las ediciones de la Biblia en dos volúmenes).
Debido a dificultades lingüísticas, el trabajo de traducción se estancó cuando se emprendió la traducción de los Libros proféticos; mientras tanto, una traducción total de estos libros por parte de los anabaptistas Ludwig Hätzer y Hans Denck se publicó en Worms en 1527. Y Lutero elogió ambiguamente este libro.
El grupo de traductores de Lutero utilizó los Profetas de Worms como ayuda, pero luego los expulsó del mercado de libros con su propia traducción de los mismos. Un ejemplo para comparar ambas traducciones:
- Miqueas VI, 8: הגיד לך אדם מה-טוב ומה-יהוה דורש ממך כי אם-עשות משפט ואהבת חסד והצנע לכת עם-אלהיך:

- Hätzer/Denck: Mensch es ist dir genůgsam angesagt / was gůt sei / vnnd was der HERR von dir erfordere / nemlich / das recht halten / vnn barmhertzigkeyt lieben / vnd züchtig vor deinem Gott wandlen.

- BL 1534: Es ist dir gesagt / Mensch / was gut ist / vnd was der HERR von dir foddert / nemlich / Gottes wort halten / vnd liebe vben / vnd demuetig sein fur deinem Gott.

(Significado: Miqueas, VI,8 es un problema en cada revisión de la Biblia del rey Jaime porque la traducción de Lutero aquí se halla fuertemente impregnada de teología y no hace justicia al hebreo. El texto es bien conocido por una cantata de Bach, pero también fue reformulado por Lutero en la revisión de 2017, agregando la traducción literal en una nota al pie).

## La primera edición completa en 1534
Mientras trabajaba en los libros de los profetas, comenzó la traducción de los apócrifos. Como primer guion apócrifo, Lutero tradujo la sabiduría de Salomón desde junio de 1529 hasta junio de 1530. Lutero estaba enfermo a menudo, por lo que probablemente sus colaboradores se hicieron cargo de la traducción de los apócrifos.
En 1531, el Salterio fue revisado nuevamente por un equipo que incluía a Lutero, Philipp Melanchthon, Caspar Cruciger, Matthäus Aurogallu y Justus Jonas, y posiblemente también al hebreo Johann Forster. Debido a sus conocimientos históricos y filológicos, Melanchthon fue "hasta cierto punto el léxico andante de la revisión". El protocolo recibido de Georg Rörer muestra cómo funcionó la comisión: todas las formulaciones se pusieron a prueba, y los filólogos sugirieron ocasionalmente cambios, que Lutero decidió. Recibido en esta ocasión El Salmo 23 usa la redacción "clásica".
- Salmo XXIII,2a בנאות דשא ירביצני
- Primera impresión de los Salmos 1524: Er lesst mich weyden da viel gras steht.
- Texto revisado 1531: Er weidet mich auff einer grunen Awen.
- Nota de Lutero: Me lee weyden ynn the win of the grass.

Para la edición completa, el equipo de traducción de Wittenberg examinó todo el texto del AT una vez más en 1533, especialmente el Pentateuco. En la Michaelismesse de Leipzig (4 al 11 de octubre de 1534) se pudo comprar la Biblia completa (900 folios sin encuadernar), en seis partes, cada una con su propia portada y su propia paginación:
- 1. Pentateuco
- 2. Libros históricos
- 3. Libros poéticos
- 4. Profetas
- 5. Apócrifos
- 6. Nuevo Testamento.

Fue la primera Biblia de Lutero con el escudo de armas y el permiso de impresión de su mecenas, el príncipe elector de Sajonia.

## Biblias católicas, germánicas impresas en lengua vernácula antes de la Biblia de Lutero
Había anteriormente catorce versiones en alto alemán y tres en bajo alemán de la llamada Biblia Vulgata, una versión al latín autorizada por la Iglesia Católica y realizada por el filólogo trilingüe San Jerónimo de Estridón (c. 340 - 420 d. C.), la mayor parte de las cuales eran parciales. La primera completa data de 1466. Sin embargo, esas versiones eran difícilmente comprensibles para la gente común porque su lenguaje estaba esmaltado de numerosos latinismos faltos de equivalencia en alemán que constituían tropezones para una lectura fluida y una comprensión completa y directa. Lutero y sus amigos, en particular Melanchthon, rompieron con esta tradición y partieron de los textos originales en hebreo, arameo y griego, buscando la mejor calidad y purismo castizo en la traducción de forma que fuera accesible a la mayor parte de la población tanto en la Alemania del sur como la del norte.
Las versiones en alemán actual son conocidas como Vorlutherische deutsche Bibeln / Biblias germánicas preluteranas: 
| Bezeichnung           | año      | lugar de impresión | Impresor/ilustrador                             | numeración y dialecto |
| Mentelin-Bibel        | 1466     | Straßburg          | Johannes Mentelin                               | 1.                    |
| Eggestein-Bibel       | vor 1470 | Straßburg          | Heinrich Eggestein                              | 2.                    |
| Zainer-Bibel          | 1475     | Augsburg           | Günther Zainer                                  | 3./4.                 |
| Pflanzmann-Bibel      | 1475     | Augsburg           | Jodocus Pflanzmann                              | 4./3.                 |
| Sensenschmidt-Bibel   | 1476–78  | Nürnberg           | Andreas Frisner, Johann Sensenschmidt           | 5.                    |
| Zainer-Bibel          | 1477     | Augsburg           | Günther Zainer                                  | 6.                    |
| Sorg-Bibel            | 1477     | Augsburg           | Anton Sorg                                      | 7.                    |
| Kölner Bibeln         | 1478/79  | Köln               | Heinrich Quentell oder Bartholomäus von Unckell | Niederrheinisch       |
| Kölner Bibeln         | 1478/79  | Köln               | Heinrich Quentell oder Bartholomäus von Unckell | Bajo sajón            |
| Sorg-Bibel            | 1480     | Augsburg           | Anton Sorg                                      | 8.                    |
| Koberger-Bibel        | 1483     | Nürnberg           | Anton Koberger                                  | 9.                    |
| Grüninger-Bibel       | 1485     | Straßburg          | Johann Grüninger                                | 10.                   |
| Schönsperger-Bibel    | 1487     | Augsburg           | Johann Schönsperger d. Ä.                       | 11.                   |
| Schönsperger-Bibel    | 1490     | Augsburg           | Johann Schönsperger d. Ä.                       | 12.                   |
| Lübecker Bibel (1494) | 1494     | Lübeck             | Steffen Arndes/Meister der Lübecker Bibel       | Bajo sajón            |
| Otmar-Bibel           | 1507     | Augsburg           | Johann Otmar                                    | 13.                   |
| Otmar-Bibel           | 1518     | Augsburg           | Silvan Otmar                                    | 14.                   |
| Halberstädter Bibel   | 1522     | Halberstadt        | Lorenz Stuchs                                   | Bajo sajón            |

1. Biblia en alemán:publicada en 1456 por Johannes Mentelin

Biblia de Mentel o Mentelin, católica, en alto alemán.;
1. Biblia en alemán:publicada en 1484 por Anton Koberger

Biblia de Koberger, católica, en alto alemán.;
1. Biblia en alemán:publicada en 1494 por Steffen Arndes
2. Biblia de Lübeck, católica, en bajo alemán.

No deber ser confundida con la Biblia de Lübeck protestante de 1533-34,
39 a 40 años posterior.

## Biblias protestantes impresas posteriores a la Biblia de Lutero
1. Biblia en holandés: publicada en 1526 por Jacob van Liesvelt;
2. Biblia en francés: Biblia olivetana;
3. Biblia en español: publicada en Basilea en 1569 por Casiodoro de Reina (Biblia del Oso);
4. Biblia en checo: Biblia de Kralice, impresa entre 1579-1593;
5. Biblia en inglés: Biblia de Ginebra, publicada en 1560.
6. Biblia en Alto alemán: "Biblia de Zúrich", publicada en 1531.

## Punto de vista canónico
Lutero emplea como base del NT  el canon bíblico de la Vulgata que fue aprobado por el concilio de Roma de 382 y confirmado por los concilio de Hipona de 393 y el 3.º Concilio de Cartago de 397 y que había permanecido sin polémica hasta entonces.
Con la traducción del NT en 1522, conocida como la Biblia de septiembre, coloca la Epístola a los Hebreos, la Epístola de Santiago, la Epístola de Judas y el Apocalipsis en un apéndice al final de la Biblia, fuera de la numeración de los otros libros, indicando así su duda sobre la inspiración de las mismas. Particularmente, señala en el prefacio que la epístola de Santiago es una "epístola de paja" comparada con el resto de la epístolas.
En su traducción del AT de 1534, coloca en un apéndice los libros de Judit, de la Sabiduría, Tobit, Eclesiástico, Macabeos I y II y versículos como la carta de Jeremías y las conocidas como adiciones a Daniel; denominándolos "apócrifos", término utilizado hasta entonces por la Iglesia para denominar a libros considerados falsos o bien no inspirados.
Posteriormente, en las iglesias protestantes se mantendrá íntegro el canon del Nuevo Testamento pero se eliminarán los libros antes mencionados del Antiguo, sobre la base de que fueron aceptados por los judíos con su edición de la Biblia en hebreo del siglo VI al X d. C., conocida como texto masorético y en la opinión inicial de San Jerónimo, debido a su contacto con los rabinos.

## Lenguaje de la Biblia
Es muy conocida la declaración de Lutero de que quería "atrapar el habla de la gente", pero eso no significa que su traducción fuera para sus contemporáneos vulgar u obscena. Como Birgit Stolt ha demostrado en varias obras, el texto señalaba al lector de entonces que se estaba tratando de un libro sagrado muy especial. Se reiteran fórmulas del lenguaje sagrado ("sucedió", "ver"), hay un lenguaje atento al ritmo y elementos de retórica ornamental. Por ejemplo, la rima, la rima interna y el cuidado de las vocales. Con el tiempo, Lutero descubrió más y más fórmulas lingüísticas para sacralizar el lenguaje; el precio que tuvo que pagar por esto fue distanciarse del texto original. Pero es un hecho que la calidad estética del trabajo contribuyó al éxito de su traducción, e incluso críticos como Georg Witzel dijeron: "Cuenta algo más que el sonido". Ejemplos:
Salmo XLVI, 4: Wenn gleich das Meer wuetet vnd wallet…
Mateo V,16: Also lasset ewer Liecht leuchten fur den Leuten…
Lucas II, 12: Jr werdet finden das Kind in windeln gewickelt / vnd in einer Krippen ligen.
Lutero usó deliberadamente las partículas modales como un medio especial para hacer que el texto traducido en alemán se vea hablado y vivo.

## Conclusión

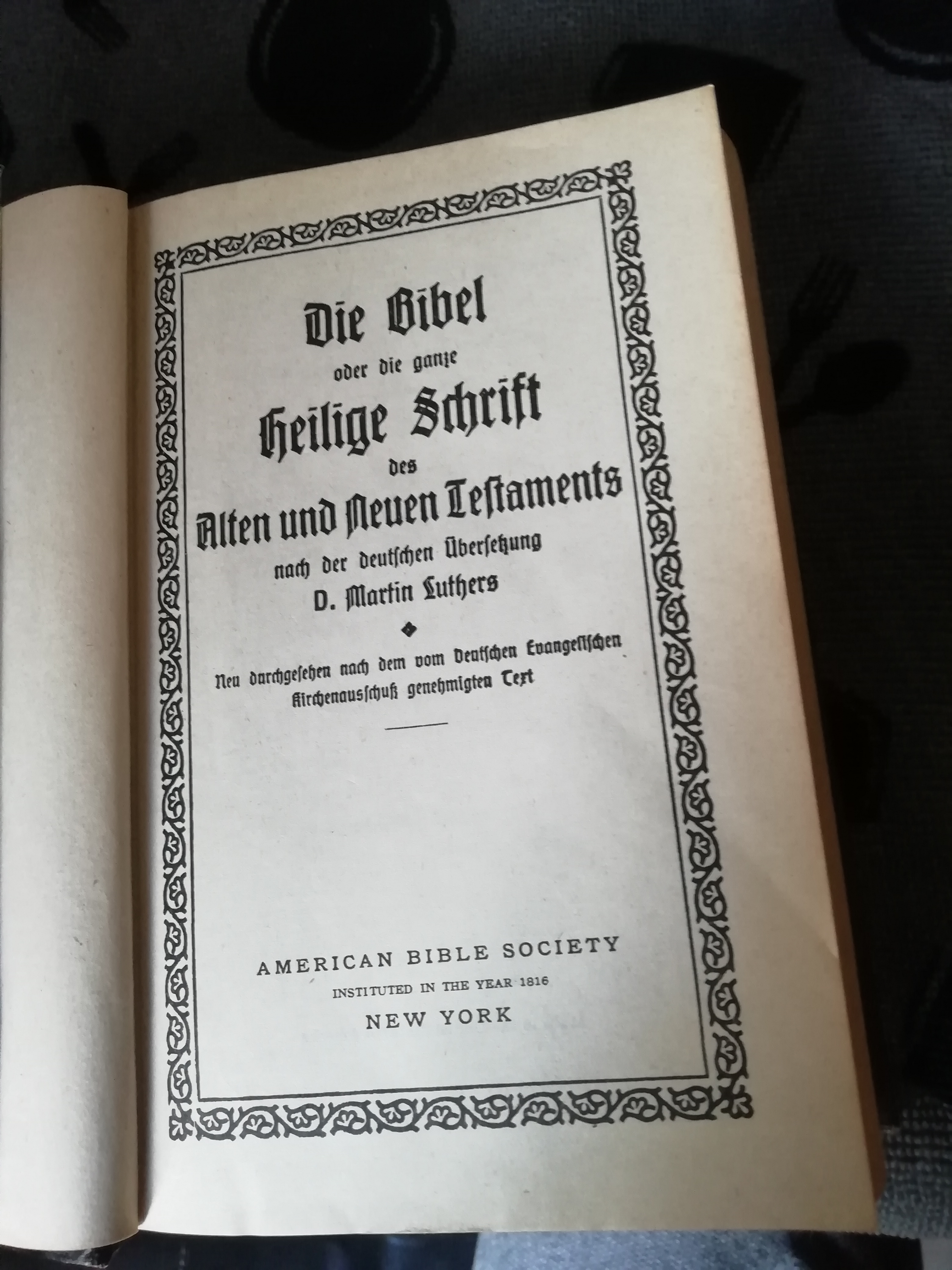
Portada de un ejemplar de la Biblia en gótico, traducida por Martín Lutero.

La traducción de Martín Lutero de la Biblia al alemán se sitúa entre los textos más importantes de la Reforma y es uno de los más significativos componentes de su legado. La amplia distribución de esta traducción tuvo el efecto de estandarizar el idioma alemán. Finalmente, la obra de Lutero fue un catalizador que reformó positivamente la educación en todos los niveles sociales de la Europa del norte, ya que la salvación de todo hombre imponía conocer e interpretar personalmente la Biblia y en su propio lenguaje, con lo que se hizo cristianamente necesaria la alfabetización, el aprender a leer y escribir, así como traducir la Biblia a todas las lenguas en ediciones baratas y sin notas. Es la opinión de algunos que nadie con anterioridad a Lutero y su Biblia había sido capaz de transformar la vida cristiana tan amplia y profundamente desde su interior, y la «Biblia de Lutero» fue probablemente su mayor legado al pueblo alemán y a los protestantes de todo el mundo.